# Strohhutfest

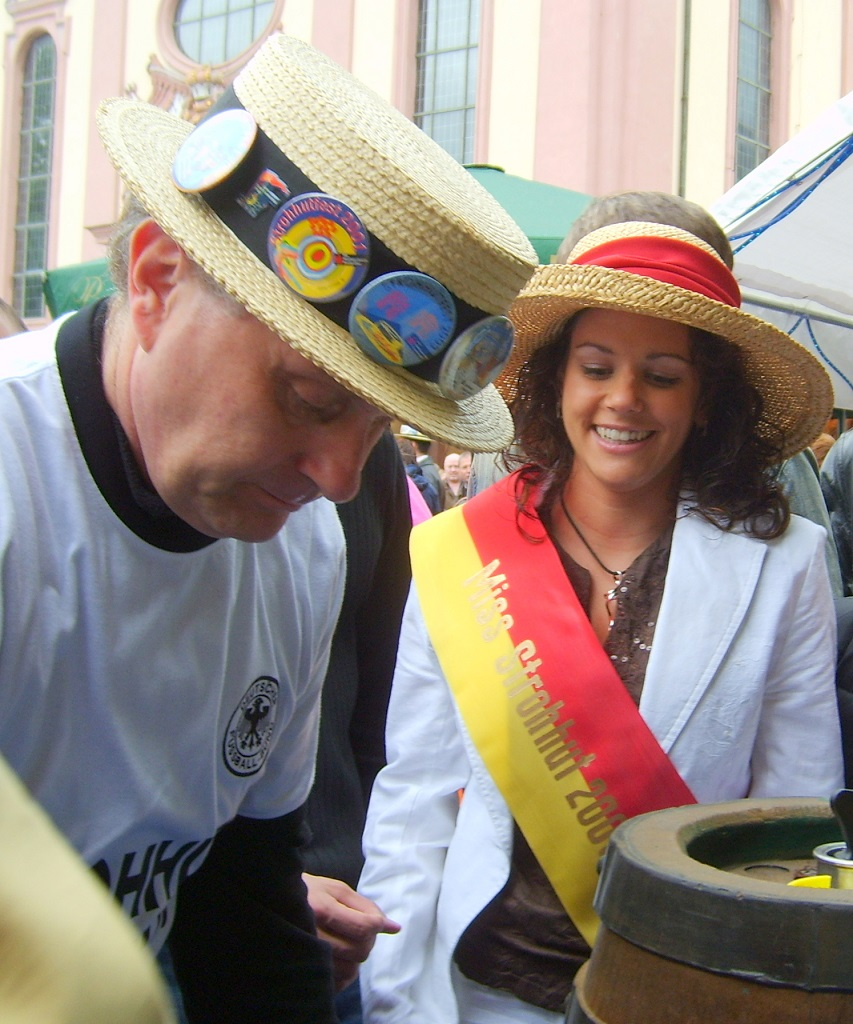
2006: Festbieranstich mit Miss Strohhut Corinna Metzger und dem damaligen Oberbürgermeister Theo Wieder

Das Strohhutfest in der rheinland-pfälzischen Stadt Frankenthal ist ein Volksfest und das größte Straßenfest der Pfalz. Alljährlich feiern mehrere 100.000 Menschen – die Stadt selbst hat etwa 50.000 Einwohner – vier Tage lang in der Frankenthaler Innenstadt. Das Fest dauert von Christi Himmelfahrt bzw. Fronleichnam bis zum letzten Festtag am darauf folgenden Sonntag.

## Örtlichkeit
Die Festmeile erstreckt sich im Stadtkern innerhalb der beiden historischen Stadttore, dem Wormser Tor im Norden und dem Speyerer Tor im Süden. Der Bereich umfasst von Nord nach Süd die Wormser Straße ab dem Stadttor, den zentralen Rathausplatz und die Speyerer Straße, außerdem Teile der Bahnhof- und der August-Bebel-Straße, die vom Rathausplatz aus nach Westen bzw. Osten führen.

Die Festmeile von Nord nach Süd
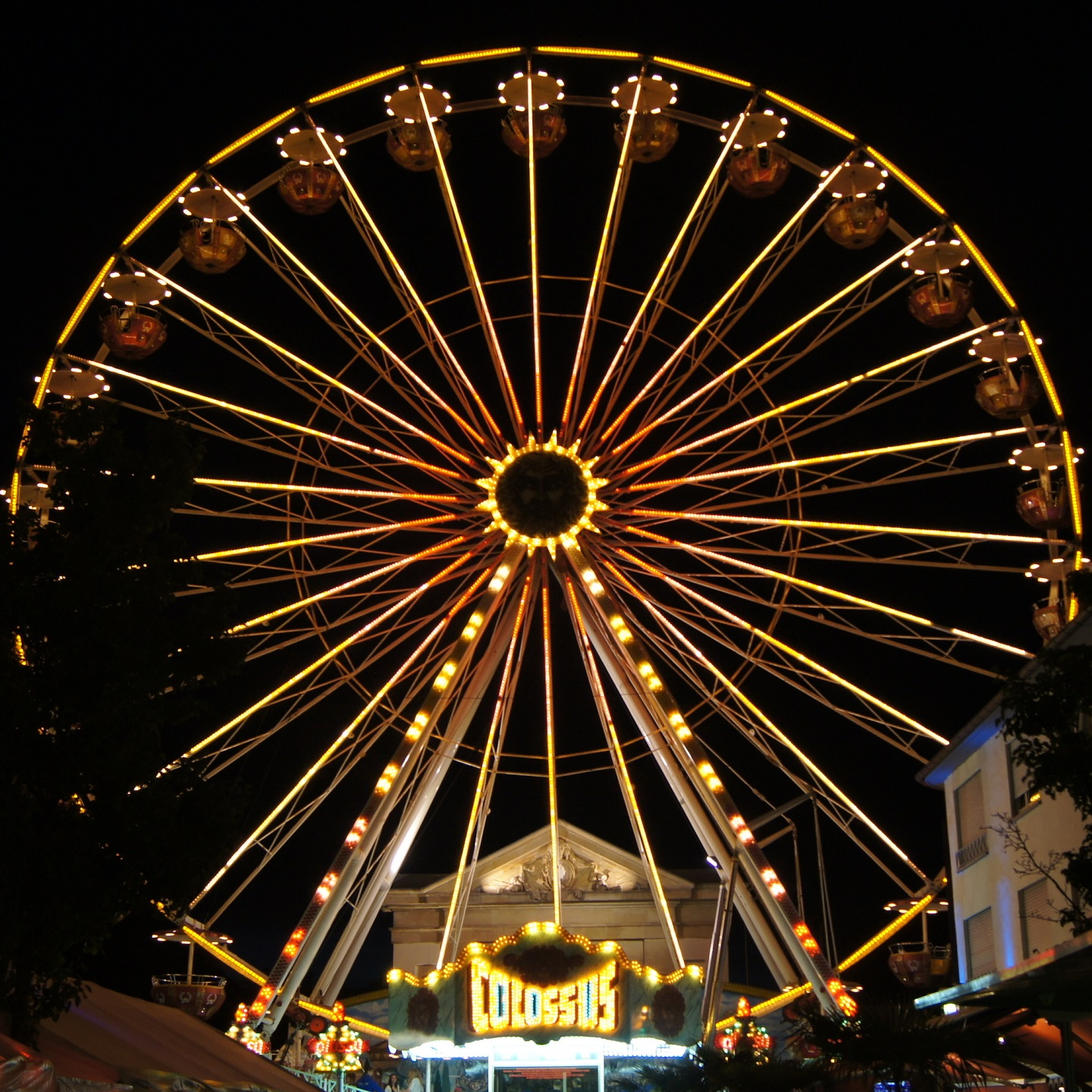
Riesenrad vor dem Wormser Tor
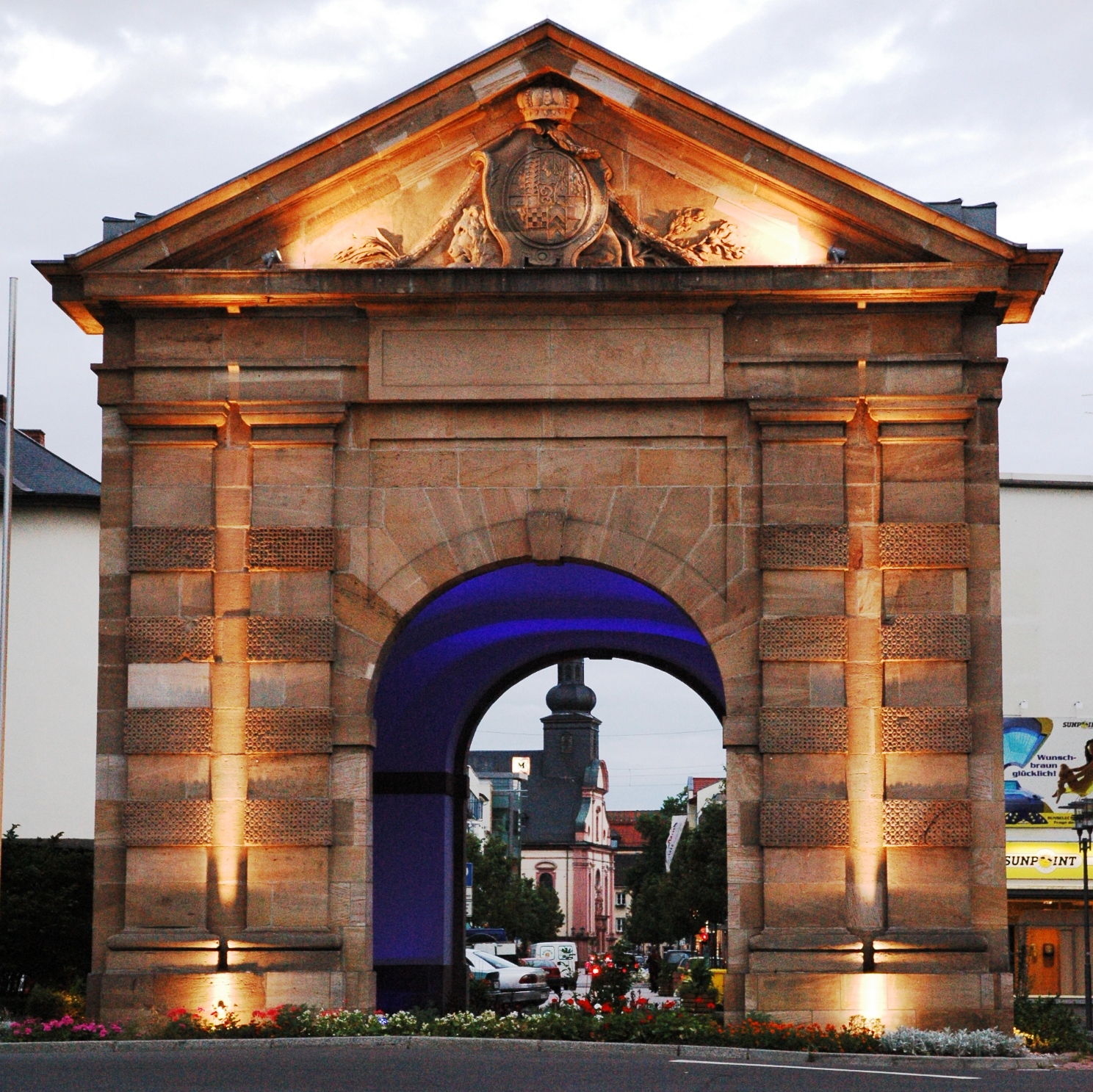
Wormser Tor
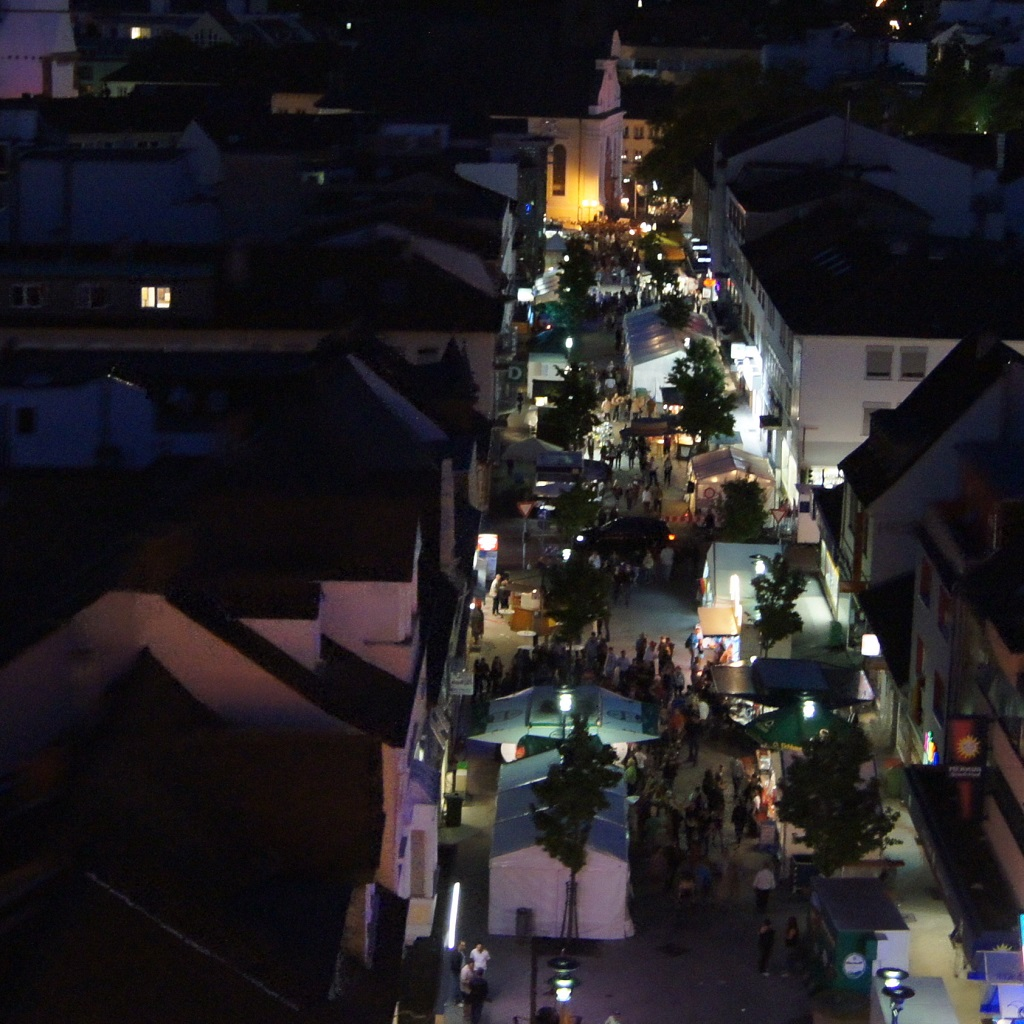
Wormser Straße
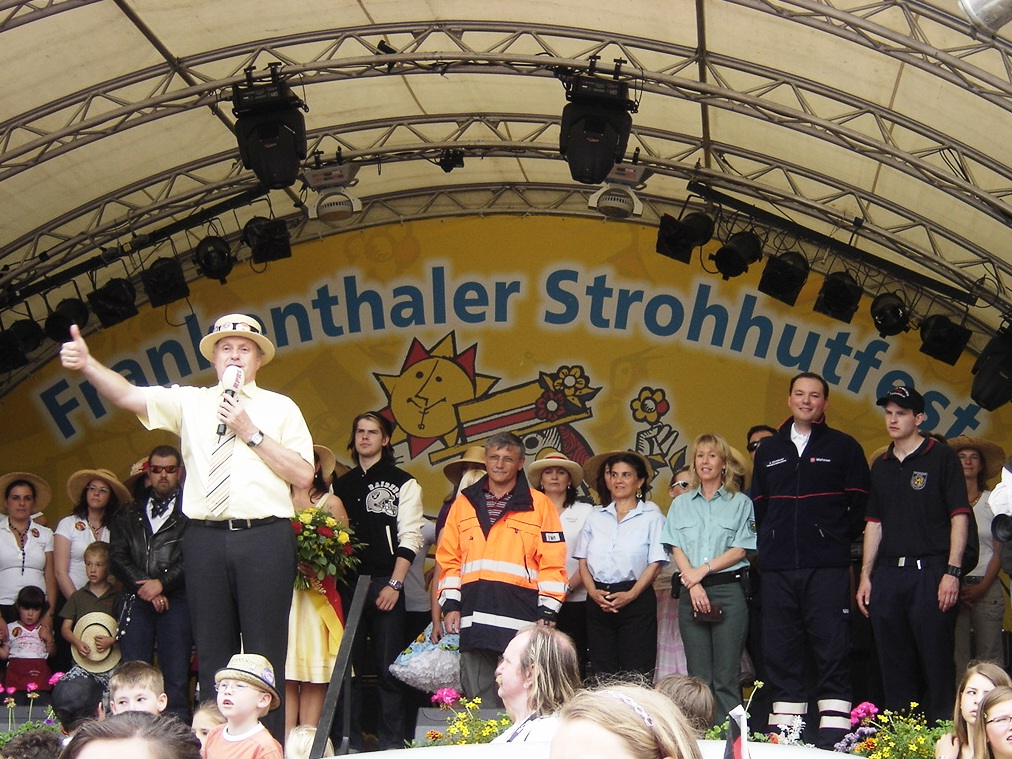
Hauptbühne auf dem Rathausplatz
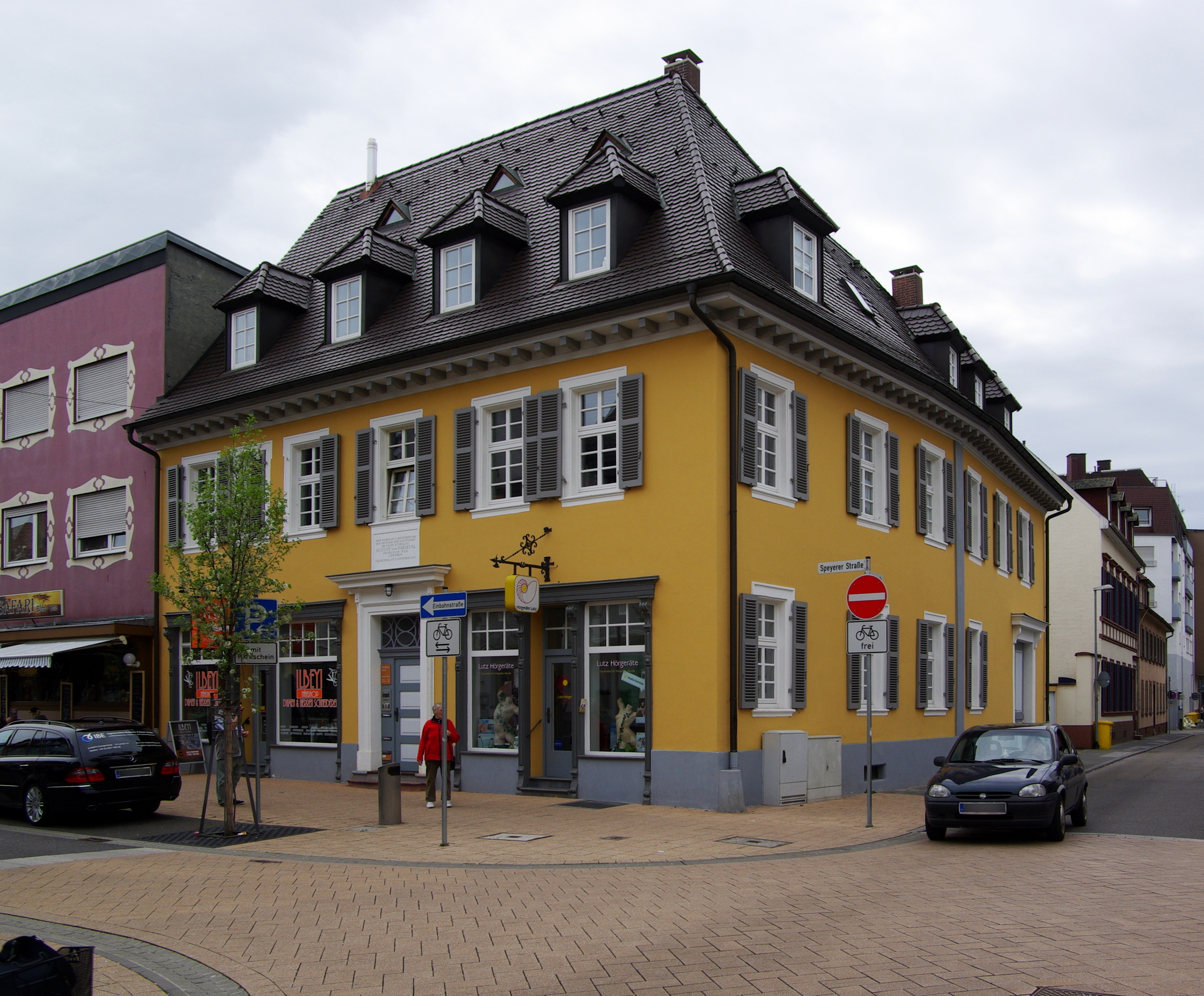
Speyerer Straße
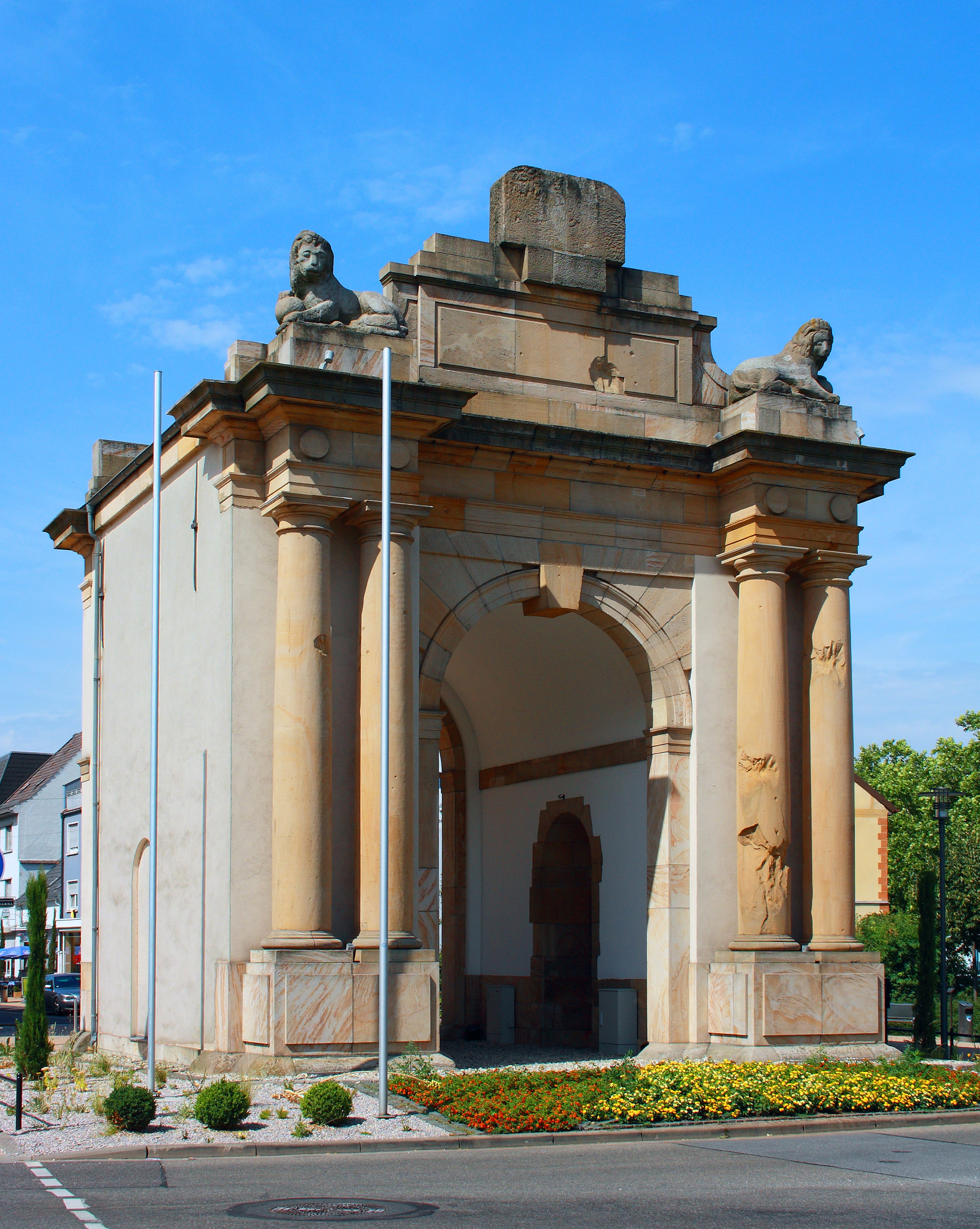
Speyerer Tor

Zahlreiche Jahrmarktsstände und Buden entlang der Häuserfronten, kleine Wein- und Bierzelte, Bühnen und sonstige Attraktionen verleihen dem Strohhutfest das Flair eines großen Volksfestes. Mit Kirchweihrummel hat es wenig gemein; so gibt es keine Fahrgeschäfte außer Kinderkarussell, Autoscooter und gelegentlich einem Riesenrad, das erstmals 2006 am Wormser Tor aufgestellt wurde. Das Fest wird hauptsächlich vom Engagement der ortsansässigen Vereine und der Geschäfte in der Innenstadt getragen. Ausnahme ist die August-Bebel-Straße, wo die sogenannte Gleis4-Meile teilweise vom Frankenthaler Kulturzentrum Gleis4 selbst betrieben, teilweise auch an professionelle Schausteller vermietet wird.

## Besucher
Das Fest besitzt eine weite Ausstrahlung in die Region. 2010 beispielsweise wurden nach Angaben der Polizei „deutlich mehr als 300.000 Besucher“ gezählt. In Anbetracht der geringeren Anzahl der Festtage lässt sich das Strohhutfest deshalb hinsichtlich seiner Besucherzahl durchaus mit dem größten Weinfest der Welt, dem Dürkheimer Wurstmarkt, vergleichen, zu dem sich an neun Tagen mehr als 600.000 Menschen einfinden.

## Geschichte

### Entstehung

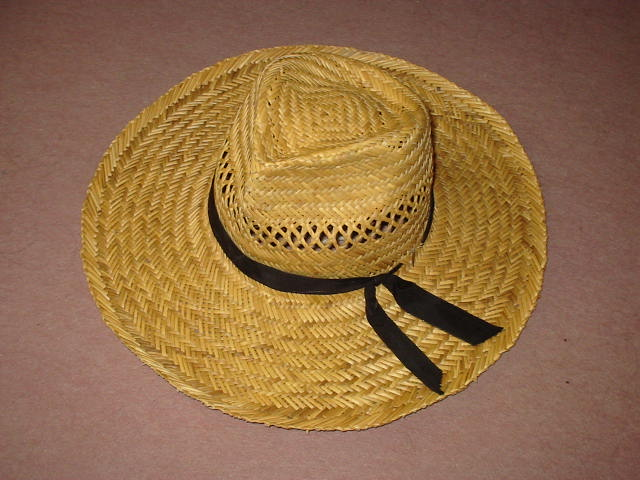
Strohhut, wie er am Vatertag und zum Strohhutfest getragen wird

Bevor Frankenthals Innenstadt Mitte der 1970er Jahre zur autofreien Fußgängerzone wurde, wollte die Verwaltung unter dem damaligen Oberbürgermeister Günter Kahlberg (1936–1997, Amtszeit 1972–1983) erproben, welche Auswirkungen es hätte, wenn die Nord-Süd-Achse, also die Wormser und die Speyerer Straße, für den Durchgangsverkehr mit Kraftfahrzeugen gesperrt würde. Anlässlich des Tests 1973 nutzte man die Gelegenheit, entlang der autofreien Straßen Jahrmarktsstände aufzubauen. Bei den Frankenthaler Bürgern und den Vereinen wurde die Initiative mit Begeisterung aufgenommen – ein neues Frankenthaler Fest war geboren. Es findet seit 1975 jedes Jahr statt, und generell wurde die Innenstadt zur autofreien Fußgängerzone.

### Name
Das Strohhutfest erhielt seinen Namen, weil es anfangs am christlichen Feiertag Christi Himmelfahrt begann, dem „Vatertag“, an dem in der Pfalz die Väter bei ihren feucht-fröhlichen Ausflügen gerne Strohhüte tragen.
Vor der Veranstaltung werden Strohhüte mit überdimensionalen Ausmaßen über dem Rathausplatz und der Wormser Straße aufgehängt und machen das Motto des Festes weithin sichtbar. Dass ein Hutfabrikant für die Namensgebung verantwortlich gewesen sei, wie von Außenstehenden oft gemutmaßt wird, stimmt nicht; als Namensfinder gilt vielmehr Arno Baumann (* 10. April 1924; † 5. Mai 2007), der von 1971 bis 1999 Präsident des Frankenthaler Carneval-Vereins war. Mittlerweile findet das Strohhutfest alternativ an den vier Tagen ab Christi Himmelfahrt oder ab Fronleichnam statt, je nachdem, welches dieser Feste auf den Zeitraum Ende Mai/Anfang Juni fällt. Fronleichnam als katholisches Fest ist in Rheinland-Pfalz ein gesetzlicher Feiertag wie bundesweit Christi Himmelfahrt.

## Miss Strohhut

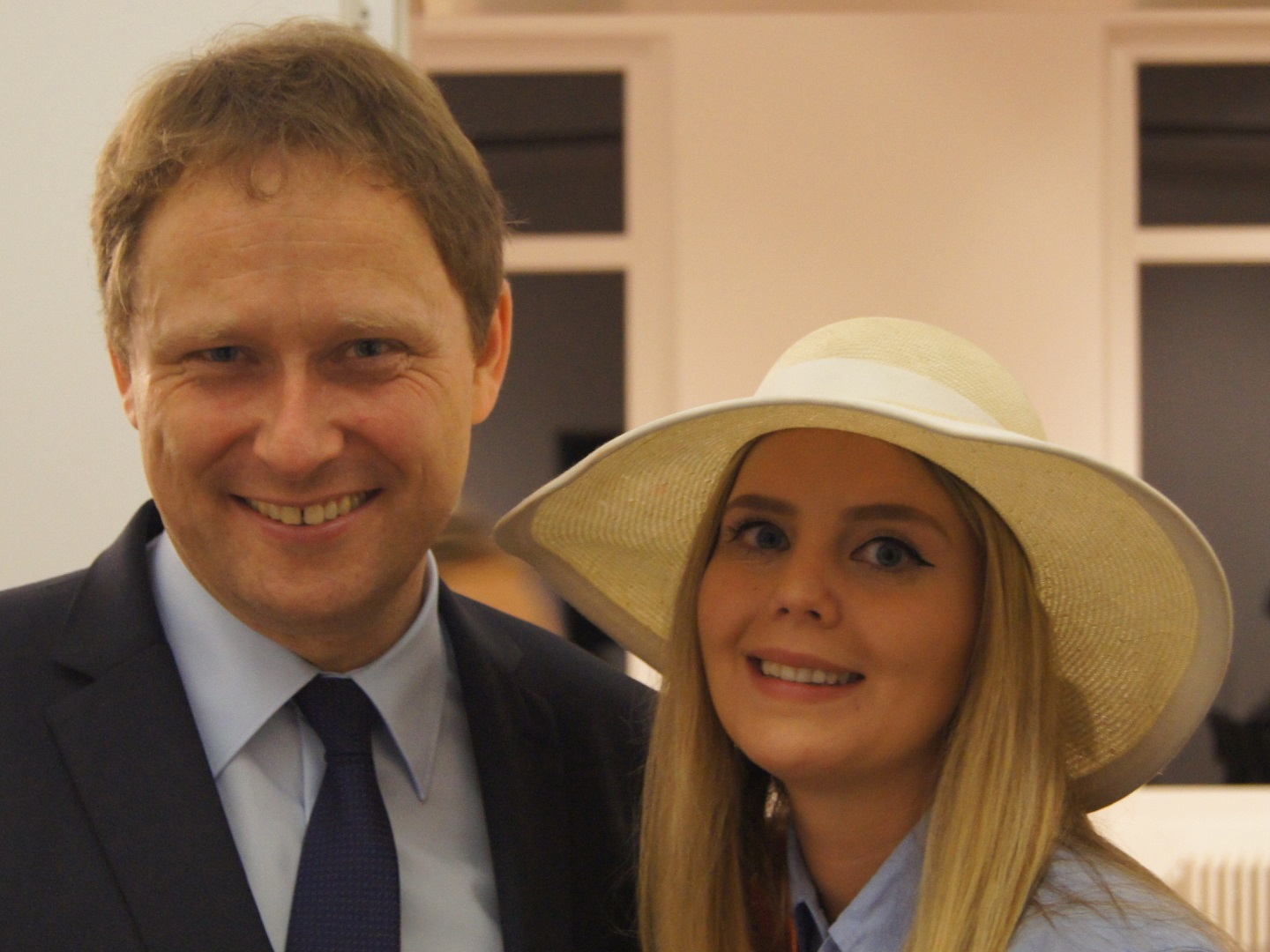
Oberbürgermeister Martin Hebich mit Jenny Neufeld, Miss Strohhut 2017

Statt einer „Miss Frankenthal“ besitzt die Stadt seit dem zweiten Strohhutfest 1976 eine „Miss Strohhut“. Diese muss volljährig sein und wird jedes Jahr zum Strohhutfest durch eine Jury aus Offiziellen und einigen durch das Los bestimmten Bürgern neu gewählt. Da die neue Miss Strohhut üblicherweise im Rahmen einer Performance auf der Bühne vorgestellt wird, erhöhen tänzerische oder sportliche Qualifikationen einer Kandidatin die Auswahlchancen. Ein Jahr lang repräsentiert die Miss Strohhut die Stadt Frankenthal bei vielen Veranstaltungen.
| Jahr der Wahl | Miss Strohhut                                |
| ------------- | -------------------------------------------- |
| 1976          | Bärbel Pulsfort, später Müller               |
| 1977          | Pia Garst, später Garst-Schmitz              |
| 1978          | Ursula Westerburg, später Roos               |
| 1979          | Sonja Fries, später Kissel                   |
| 1980          | Susanne Denig, später Wintermeyer            |
| 1981          | Dagmar Scupin                                |
| 1982          | Läticia Claudia Gebhardt, später Hylton      |
| 1983          | Rita Galante                                 |
| 1984          | Ute Tritt                                    |
| 1985          | Margret Schulz, später Eck                   |
| 1986          | Caroline Messingschlager, später Wornath     |
| 1987          | Anke Jendahl                                 |
| 1988          | Martina Baum                                 |
| 1989          | Alexandra Hickethier, später Hessel          |
| 1990          | Petra Ziegeler, später Jarchow               |
| 1991          | Astrid Klughammer, später Philippi           |
| 1992          | Cristiane Hintemann, später Hintemann-Semrau |
| 1993          | Andrea Bletscher, später Koch                |
| 1994          | Barbara Heidl, später Weber                  |
| 1995          | Sabine Greiner, später Clair                 |
| 1996          | Katja Bentz, später Baumgärtner              |
| 1997          | Jenny Ekström                                |
| 1998          | Sabine Strohhäusl, später Clemens            |
| 1999          | Jessica Graichen, später Butsch              |

| Jahr der Wahl | Miss Strohhut                             |
| ------------- | ----------------------------------------- |
| 2000          | Teresa Di Napoli, später Celestino        |
| 2001          | Sarah Keller, später Knoll                |
| 2002          | Johanna Mayer, später Stock               |
| 2003          | Tanja Gräf, später Klawitter              |
| 2004          | Annette Pawliczek, später Keth            |
| 2005          | Magali Petermann, später Leidig-Petermann |
| 2006          | Corinna Metzger                           |
| 2007          | Jutta Kaiser                              |
| 2008          | Julia Fast, später Merdian                |
| 2009          | Domenica Lenczyk, später Mochmann         |
| 2010          | Nina Rein, später Reibold                 |
| 2011          | Laura Engert                              |
| 2012          | Constanze Fuhrmanski, später Rogala       |
| 2013          | Catharina Müller                          |
| 2014          | Sandra Jäger                              |
| 2015          | Nina Semrau                               |
| 2016          | Franziska Ratz                            |
| 2017          | Jenny Neufeld                             |
| 2018          | Emily Matejcek                            |
| 2019          | Vanessa Quietzsch                         |
| 2020          | Fest ausgefallen wegen Corona-Pandemie    |
| 2021          | Fest ausgefallen wegen Corona-Pandemie    |
| 2022          | Sonja Erbach                              |
| 2023          | Julia Boudot                              |
| 2024          | Isis Jendahl                              |

## Begleitereignisse

### Musik

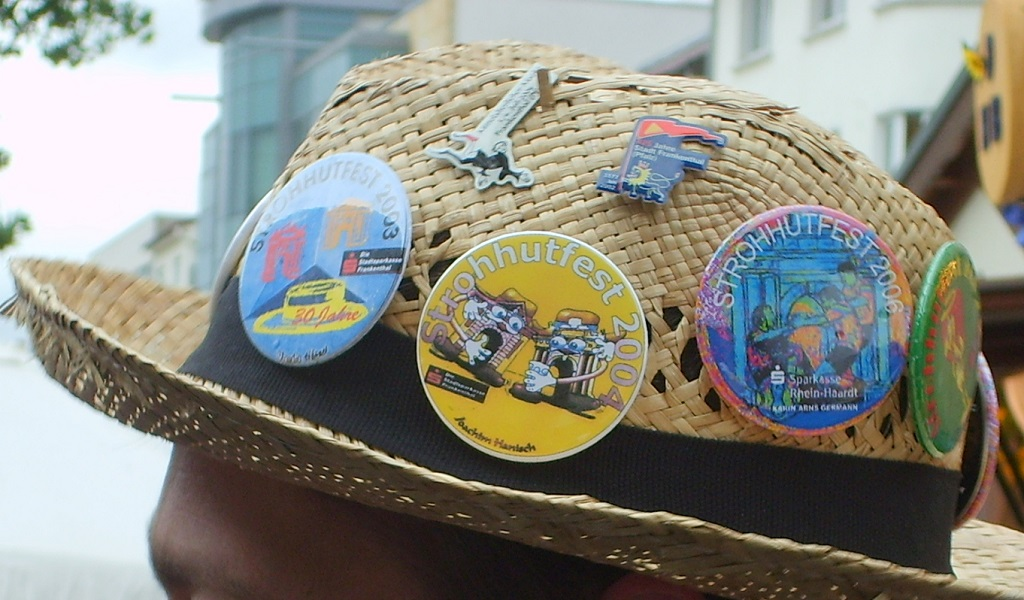
Strohhut mit Festbuttons

Im Jahre 2000 veröffentlichte die Frankenthaler Rockband GRABOWSKY den Titel „Strohhutfest“, der seither als Hymne des Festes angesehen wird. Text und Musik stammen von Bandmitglied Alexander Hüther.

### Buttons
Seit 2001 werden „Strohhutfestbuttons“ verkauft, die jedes Jahr von einem anderen ortsansässigen Künstler gestaltet sind und sich inzwischen zu Sammelobjekten entwickelt haben. Am ersten Festtag machen die Miss Strohhut und der Frankenthaler Oberbürgermeister einen Rundgang über die Festmeile und verkaufen dabei die Buttons. Der Erlös kommt wechselnden Frankenthaler Bürgerprojekten zugute, z. B. 2007 der Sanierung des historischen Kanalhafens.

### Sport
Seit 2004 findet am Festsonntag der Strohhutfestlauf statt. Die 5340 m lange Strecke kann sowohl durch Teilnahme am traditionellen Volkslauf als auch in der Disziplin Nordic Walking absolviert werden.

### Film
Nach einem ersten Versuch mit einem Videofilm produzierten die beiden Frankenthaler Martin Svoboda und Robert Kwiatek seit 2007 unter der Bezeichnung „StrohhutfestTV“ schon mehrere Kinofilme über das Fest. Bei der Premiere des ersten Films in den Frankenthaler LuxKinos am 17. November 2007 fanden vom Nachmittag bis in die Nacht sechs vollbesetzte Aufführungen mit fast 800 zahlenden Zuschauern statt; in der August-Bebel-Straße vor dem Kino wurde – angesichts der niedrigen Temperaturen bei Glühwein – spontan ein „Strohhutfest“ gefeiert, an dem 2000 Feierwillige teilnahmen.

### Sanitätsdienst
Der Sanitätsdienstes des Festes wird aus mehreren Frankenthaler Hilfsorganisationen gebildet (Deutsches Rotes Kreuz, Malteser Hilfsdienst, Johanniter Unfallhilfe), wobei die Einsatzleitung bei den Maltesern liegt. Die Sanitätsstation befindet sich in der Karolinenstraße, gegenüber des Hotel Central. Über das Fest sind mehrere Fußstreifen verteilt im Einsatz sowie an einigen Zufahrtswegen auch Rettungswagen stationiert.